# 下手計
下手計（しもてばか）は、埼玉県深谷市にある大字である。市では八基地区で分類されている。郵便番号は366-0002。面積は1636467.69平方メートル。2015年時点の国勢調査で人口は1,120人、世帯数は378世帯である。旧榛沢郡下手計村。富岡製糸場の初代場長、尾高惇忠の生誕地として知られる。

## 地理
埼玉県の北部地域で、深谷市の北部に位置する。
区域の東側を新戒、南側を大塚、西側を上手計や血洗島、北側を横瀬や中瀬が隣接する。また、南側では向ケ島や矢島とも隣接する。
全域が利根川と小山川に挟まれた後背地沿いの沖積平野部に属していて起伏は無く平坦である。地内は稲作より畑が中心の農地が広がり、農業的土地利用の比重が高い地域である。
地区の中央を清水川やその支流の準用河川深谷横瀬川が蛇行しながら流れる。また、地区の南端では小山川支流の七間堀が流れる。

## 歴史
もとは江戸期より存在した武蔵国榛沢郡岡部領に属する下手計村で、古くは中世末期からと思われる大寄郷の藤田荘に属したと云う。さらに古くは南北朝期より見出せる下手墓村であった。1363年（貞治2年）5月28日の「鎌倉公方足利基氏御判御教書」や、同年6月2日の「鎌倉公方足利基氏御教書案」に下手墓村の記載が見出せる。なお、下手計村は下手斗村とも記される。中世期では安部氏や岩松氏などが支配していた
村高は正保年間の『武蔵田園簿』によると667石余（全て畑）、『元禄郷帳』によると667石余、『天保郷帳』によると1,211石余であった。化政期の戸数は175軒で、村の規模は東西12町余、南北15町であった。村の物産は幕末から明治期にかけては生藍で、その後は主に養蚕関連業で蚕卵紙や生糸など生産していた。当地で生産された生太織は深谷駅より出荷していた。
- 知行は初めは旗本安部氏、1649年（慶安2年）[注釈 1]より藩（岡部藩）を立藩してその後半原藩領となる。なお検地は1657年（明暦3年）に実施[9]。
- 1871年（明治4年）
  - 7月14日 - 廃藩置県により半原県の管轄となる。
  - 11月14日 - 第1次府県統合により、入間県の管轄となる。
- 1873年（明治6年）
  - 6月15日 - 入間県が群馬県（第1次）と合併して熊谷県の管轄となる。
  - 9月 - 学制の発布により地内の妙光寺の境内を仮用して手計小学校（深谷市立八基小学校の前身）を開校する[12]。生徒数は42人[9]。
- 1876年（明治9年）8月21日 - 第2次府県統合により、埼玉県の管轄となる。
- 1879年（明治12年）3月17日 - 郡区町村編制法により成立した榛沢郡に属す
- 1887年（明治20年）4月 - 手計小学校が横瀬小学校と統合して清水川小学校に名を変えて血洗島村に移転する[12]。
- 1889年（明治22年）4月1日 - 町村制施行により、大塚村、血洗島村、上手計村、下手計村、横瀬村、町田村、南阿賀野村、北阿賀野村が合併し、新たに榛沢郡手計村が発足。下手計村は手計村の大字下手計となる。
- 1896年（明治29年）
  - 3月29日 - 榛沢郡が大里郡、幡羅郡、男衾郡と合併し大里郡となる。
  - 12月 - 血洗島の清水川小学校（1973年4月に深谷市立八基小学校に改称）が現在地に移転する[12]。
- 1890年（明治23年）2月28日 - 大里郡八基村に名称を変更。八基村の大字となる。
- 1927年（昭和2年） - 下手計の一部を大字大塚および大寄村へ編入し、大字大塚の一部を下手計に編入する[9]。
- 1949年（昭和24年） - 下手計の一部を上手計へ編入し、上手計の一部を下手計に編入する[9]。
- 1954年（昭和29年）11月3日 - 新會村と合併し、新たに豊里村が発足。豊里村の大字となる。
- 1973年（昭和48年）4月1日 - 旧深谷市と合併し、深谷市となる。深谷市の大字となる。
- 1995年（平成7年）11月11日 - 地内に渋沢栄一記念館が開館する。なお、11月11日は渋沢栄一の命日である。
- 2010年（平成22年）3月27日 - 清水川の河川改修の一環で青淵公園が整備され、完成する[13]。
- 2018年（平成30年）3月23日 - 地内の深谷市立豊里幼稚園が休園のまま廃止される[14]。

### 小字
- 明戸[15]
- 壁ケ谷戸
- 川端
- 舞台
- 新田
- 稲荷木
- 宿

### 地名の由来
昔この地域で合戦があり、戦場で負傷した源義家の家臣の片手を切り落として埋葬した伝承の場所から「手墓(てばか)」となったと云う。
手墓から手計に変化した時期は江戸期頃からという。隣村の血洗島の地名の由来の説のひとつに、その切り落とした片手を洗った場所から、血洗島という名前になったというものもある。
また、アイヌ語で崖を意味する「ハケ」が「はか」に転じたという、アイヌ語由来の説もある。

## 世帯数と人口
2021年（令和3年）1月1日現在の世帯数と人口は以下の通りである。
| 大字   | 世帯数  | 人口    |
| ------ | ------- | ------- |
| 下手計 | 423世帯 | 1,081人 |

## 小・中学校の学区
小・中学校に通う場合、学区は以下の通りとなる。
| 番地 | 小学校             | 中学校             |
| ---- | ------------------ | ------------------ |
| 全域 | 深谷市立八基小学校 | 深谷市立豊里中学校 |

## 交通
地区内に鉄道は敷設されていない。

### バス路線
- 深谷市コミュニティバス「くるリン」

北部シャトル便の路線が通り、地内に「下手計」、「壁ヶ谷戸自治会館」、「渋沢栄一記念館」バス停留所が設置されている。

### 道路
- 群馬県道・埼玉県道14号伊勢崎深谷線
- 埼玉県道45号本庄妻沼線
- 埼玉県道355号中瀬普済寺線

## 地域

### 名所

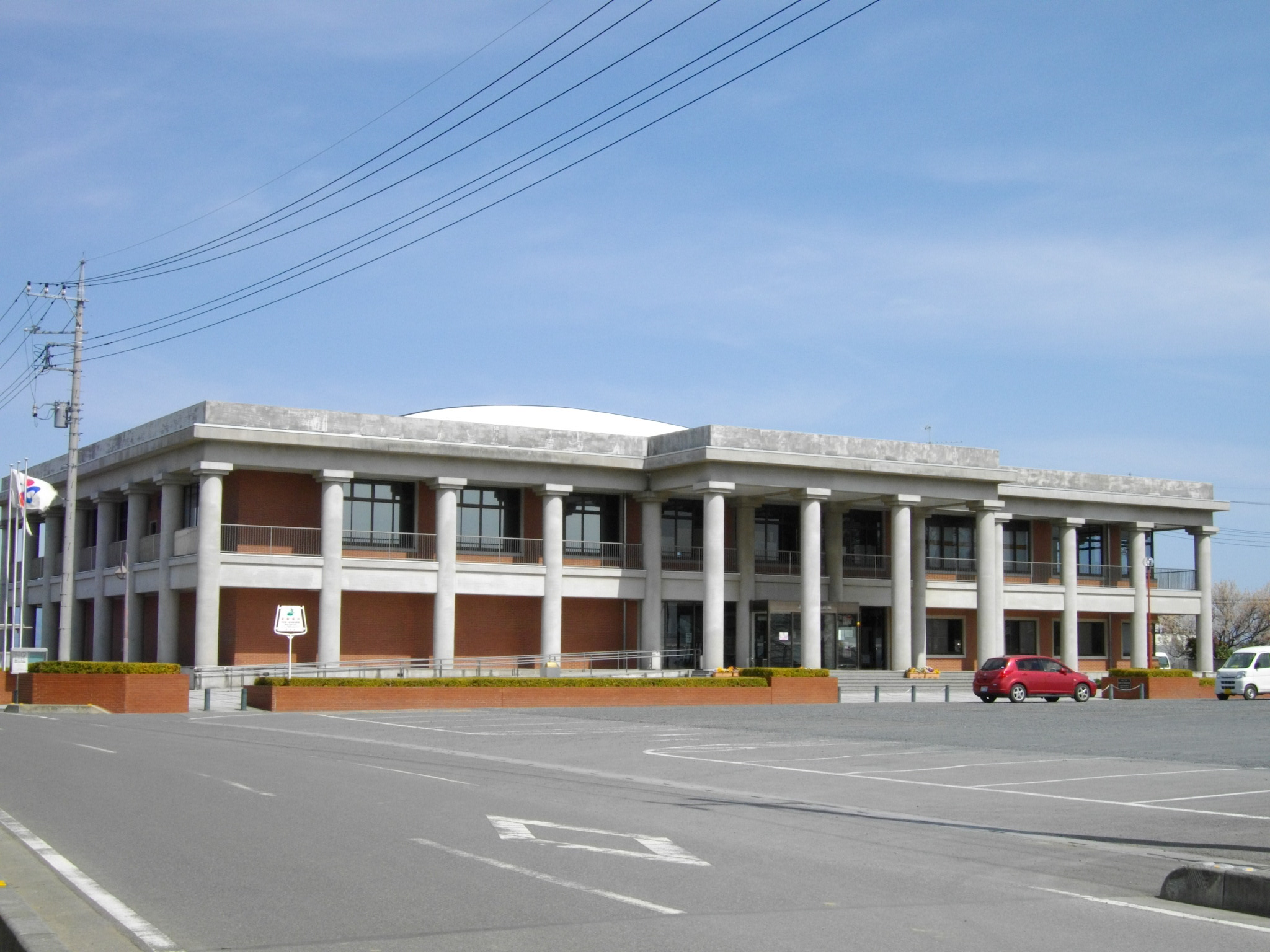
渋沢栄一記念館
尾高惇忠生家

### 寺社
尾高惇忠生家の東方にある墓地に尾高惇忠の墓所がある。
- 鹿島神社 - 下手計の鎮守。拝殿の扁額は渋沢栄一の揮毫。境内にある尾高藍香（惇忠）の偉業を称える頌徳碑の題字は徳川慶喜の揮毫[20]。常学院の念仏は市の文化財。神木の根元に井戸があり、その神水を共同風呂に用いていた。
- 真言宗妙光寺
- 鬼子母神 - 尾高惇忠生家の西側にある小祠。

### その他施設等

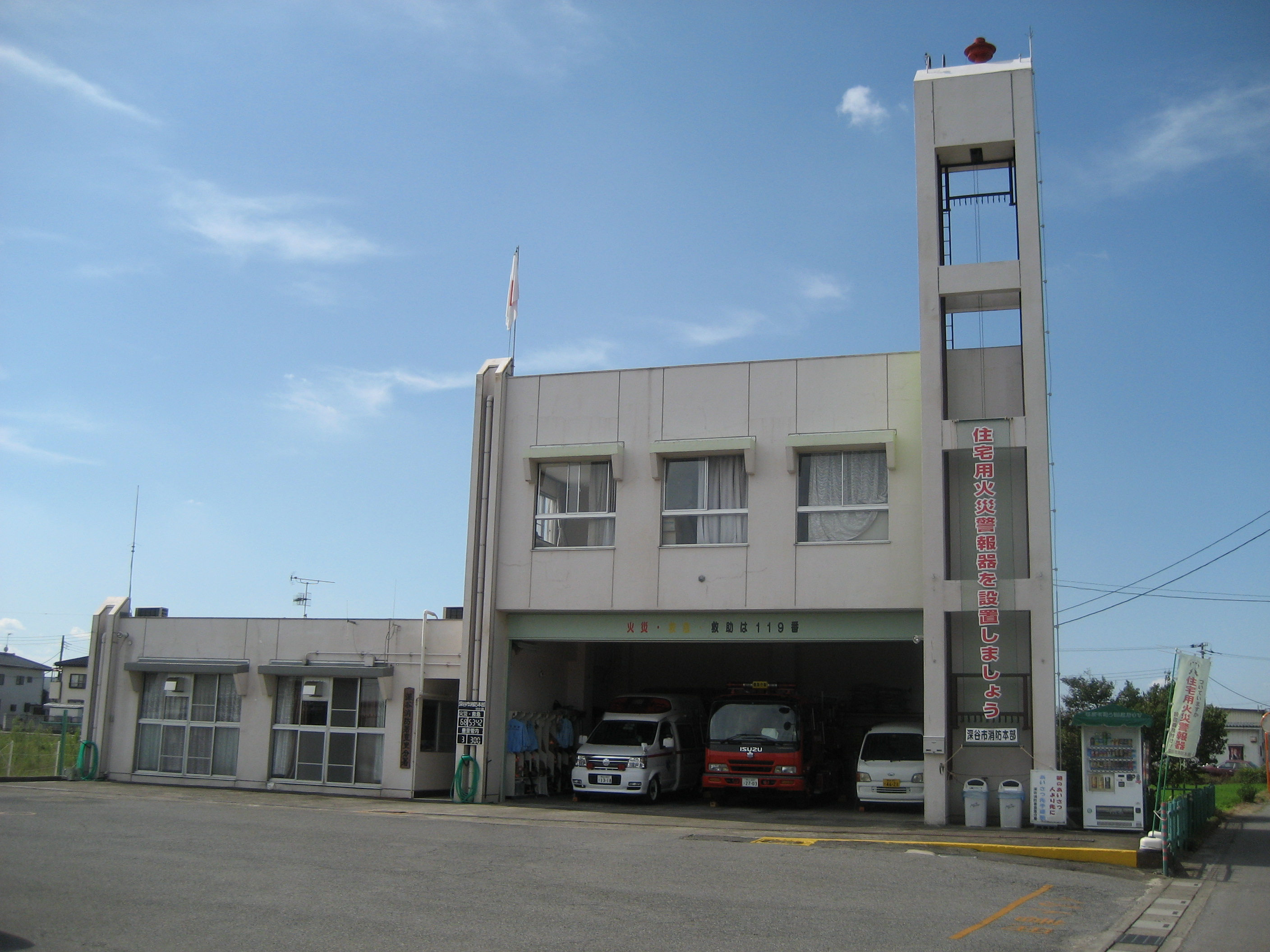
深谷市消防本部深谷消防署豊里分署

- 八基公民館 - 渋沢栄一記念館に併設。
- 深谷市立八基小学校
- 深谷市立豊里中学校
- 深谷市立豊里幼稚園 - 閉園
- 光保育園 - 宗教法人妙光寺が運営[21]。
- 深谷市消防本部 深谷消防署 豊里分署
- 下手計新田公民館
- 壁ヶ谷自治会館善隣館
- 川端自治会館
- 青淵公園（一部）